# WHL 1925/26
Die Saison 1925/26 war die fünfte und letzte reguläre Saison der Western Hockey League (WHL). Meister wurden die Victoria Cougars.

## Teamänderungen
Folgende Änderungen wurden vor Beginn der Saison vorgenommen:
- Die Regina Capitals stellten den Spielbetrieb ein.
- Die Portland Rosebuds wurden als Expansionsteam in die Liga aufgenommen.

## Modus
In der Regulären Saison absolvierten die sechs Mannschaften jeweils 30 Spiele. Die drei bestplatzierten Mannschaften spielten anschließend in den Playoffs in Hin- und Rückspiel gegeneinander, wobei die Mannschaft mit dem besseren Torverhältnis aus beiden Spielen weiterkam. Zunächst spielte der Zweit- gegen den Drittplatzierten, anschließend trat der Sieger aus diesem Duell gegen den Erstplatzierten um den Meistertitel und den Einzug in die Stanley Cup Challenge an. Für einen Sieg erhielt jede Mannschaft zwei Punkte, bei einem Unentschieden einen Punkt und bei einer Niederlage null Punkte.

## Saisonverlauf
Die Liga änderte vor der Spielzeit ihren Namen von Western Canada Hockey League in Western Hockey League. Damit trug man der Aufnahme des US-amerikanischen Teams Portland Rosebuds, die die aufgelösten Regina Capitals ersetzten, Rechnung. Wie im Vorjahr gelang den Victoria Cougars nach einem dritten Platz in der regulären Saison der Gewinn der WCHL-Meisterschaft und die Qualifikation für die Stanley Cup Challenge. Zunächst hatte man die Saskatoon Sheiks mit 4:3 im Halbfinale ausgeschaltet und schließlich im Finale die Edmonton Eskimos mit 5:3 Toren. Aus finanziellen Gründen wurde die Liga nach der Spielzeit aufgelöst und die Rechte an allen Mannschaften an die National Hockey League verkauft, die damit nach dem Wegfall der Pacific Coast Hockey Association zwei Jahre zuvor als einzige Eishockey-Major-League verblieb.

## Tabelle Reguläre Saison
Abkürzungen: GP = Spiele, W = Siege, L = Niederlagen, T = Unentschieden, GF = Erzielte Tore, GA = Gegentore, Pts = Punkte
|                   | GP | W  | L  | T | GF | GA  | Pts |
| ----------------- | -- | -- | -- | - | -- | --- | --- |
| Edmonton Eskimos  | 30 | 19 | 11 | 0 | 90 | 77  | 38  |
| Saskatoon Sheiks  | 30 | 18 | 11 | 1 | 93 | 64  | 37  |
| Victoria Cougars  | 30 | 15 | 11 | 4 | 68 | 53  | 34  |
| Portland Rosebuds | 30 | 12 | 16 | 2 | 84 | 106 | 26  |
| Calgary Tigers    | 30 | 10 | 17 | 3 | 71 | 80  | 23  |
| Vancouver Maroons | 30 | 10 | 18 | 2 | 64 | 90  | 22  |

## Playoffs
Halbfinale
- Victoria Cougars – Saskatoon Sheiks 3:3/1:0

Finale
- Edmonton Eskimos – Victoria Cougars 1:3/2:2

## Stanley Cup Challenge
In der Best-of-Five-Serie um den Stanley Cup unterlagen die Victoria Cougars den Montreal Maroons aus der National Hockey League mit 1:3 Niederlagen.